# Огинский, Ян Самуилович
Ян Самуи́лович Оги́нский (Ян Я́цек; пол. Jan Samuelowicz или Jan Jacek Ogiński; ок. 1625 — 24 февраля 1684) — государственный деятель Великого княжества Литовского, хорунжий волковысский (с 1650), маршалок волковысский (с 1657), подвоевода виленский (1661—1665), писарь польный литовский (1669—1672), воевода мстиславский (1672—1682), воевода полоцкий (с 1682), одновременно гетман польный литовский (с 1682).

## Биография
Представитель княжеского рода Огинских. Отцом Яна был тиун трокский Самуил Лев Огинский (ок. 1595—1657), а матерью Софья Билевич (ум. 1644).
Участник русско-польской войны 1654—1667 годов. В 1655 году перешёл на сторону царя Алексея Михайловича, но уже в следующем году снова был в войске Великого княжества Литовского. Участник битв со шведскими и русскими войсками. В 1675 году воевал с крымскими татарами. В 1683 году принимал участие в битве против турок под Веной.
За счёт удачного перехода от одной магнатской группировки к другой получил крупные земельные владения. Владел поместьями Огинты, Микулин, Бакшты, Крапивница и другими.
В 1654 году был избран депутатом Трибунала Литовского, в 1658, 1567 и 1568 годах избирался послом на Сейм Речи Посполитой.
В 1645 году женился на Анне Семашко, от которой имел сыновей Николая Франтишка, Григория Антония, Льва Казимира и трёх дочерей. В 1660 году женился во второй раз, женой его стала Иоанна Теодора Нарушевич, от которой он имел сыновей Александра, Казимира Доминика и Марциана Антония.
В 1679 году вместе со второй женой Иоанной Теодорой Нарушевич основал Церковь францисканцев в своём имении в деревни Гриневичи.